# Leontòfon
Leontòfon (en grec antic Λεοντοφόνος) va ser, segons la mitologia grega, un heroi fill d'Odisseu.
Quan Odisseu va acabar la matança dels pretendents de Penèlope, a Ítaca, els pares dels morts van reclamar justícia i van demanar a Neoptòlem que donés el seu veredicte. Aquest heroi va condemnar Odisseu a l'exili. Odisseu es va refugiar a Etòlia, a la cort de Toant, fill d'Andrèmon, amb la filla del qual es va casar. D'aquesta unió en va néixer Leontòfon, el "matador de lleons", un heroi del que no se'n sap res més. Una altra llegenda anomena un altre fill d'Odisseu, Leontròfon, que hauria tingut amb Evipe, filla del rei Tirimmas, de l'Epir.